# Giải của Hội phê bình phim Boston cho nam diễn viên phụ xuất sắc nhất
Giải của Hội phê bình phim Boston cho nam diễn viên phụ xuất sắc nhất là một trong các giải của Hội phê bình phim Boston dành cho nam diễn viên đóng vai phụ trong một phim, được bầu chọn là xuất sắc nhất.
Dưới đây là danh sách các người đoạt giải:

### Thập niên 1980
| Năm  | Người đoạt giải    | Phim                  | Vai diễn                 |
| ---- | ------------------ | --------------------- | ------------------------ |
| 1980 | Jason Robards      | Melvin and Howard     | Howard Hughes            |
| 1981 | Jack Nicholson     | Reds                  | Eugene O'Neill           |
| 1982 | Mickey Rourke      | Diner                 | Robert "Boogie" Sheftell |
| 1983 | Jack Nicholson     | Terms of Endearment   | Garrett Breedlove        |
| 1984 | John Malkovich     | The Killing Fields    | Al Rockoff               |
| 1984 | John Malkovich     | Places in the Heart   | Mr. Will                 |
| 1985 | Ian Holm           | Brasil                | Mr. M. Kurtzmann         |
| 1985 | Ian Holm           | Dance with a Stranger | Desmond Cussen           |
| 1985 | Ian Holm           | Dreamchild            | Charles L. Dodgson       |
| 1985 | Ian Holm           | Wetherby              | Stanley Pilborough       |
| 1986 | Dennis Hopper      | Blue Velvet           | Frank Booth              |
| 1986 | Ray Liotta         | Something Wild        | Ray Sinclair             |
| 1987 | R. Lee Ermey       | Full Metal Jacket     | Gunnery Sergeant Hartman |
| 1988 | Không có thông tin | Không có thông tin    | Không có thông tin       |
| 1989 | Không có thông tin | Không có thông tin    | Không có thông tin       |

### Thập niên 1990
| Năm  | Người đoạt giải     | Phim                       | Vai diễn            |
| ---- | ------------------- | -------------------------- | ------------------- |
| 1990 | Joe Pesci           | Goodfellas                 | Tommy DeVito        |
| 1991 | Anthony Hopkins     | The Silence of the Lambs   | Hannibal Lecter     |
| 1992 | Không có thông tin  | Không có thông tin         | Không có thông tin  |
| 1993 | Ralph Fiennes       | Schindler's List           | Amon Göth           |
| 1994 | Martin Landau       | Ed Wood                    | Béla Lugosi         |
| 1995 | Kevin Spacey        | The Usual Suspects         | Roger "Verbal" Kint |
| 1996 | Edward Norton       | The People vs. Larry Flynt | Alan Isaacman       |
| 1997 | Kevin Spacey        | L.A. Confidential          | Jack Vincennes      |
| 1999 | Christopher Plummer | The Insider                | Mike Wallace        |

### Thập niên 2000
| Năm  | Người đoạt giải          | Phim                                   | Vai diễn      |
| ---- | ------------------------ | -------------------------------------- | ------------- |
| 2000 | Fred Willard             | Best in Show                           | Buck Laughlin |
| 2001 | Ben Kingsley             | Sexy Beast                             | Don Logan     |
| 2002 | Alan Arkin               | Thirteen Conversations About One Thing | Gene          |
| 2003 | Peter Sarsgaard          | Shattered Glass                        | Charles Lane  |
| 2004 | Thomas Haden Church      | Sideways                               | Jack          |
| 2005 | Paul Giamatti            | Cinderella Man                         | Joe Gould     |
| 2006 | Mark Wahlberg            | The Departed                           | Sean Dignam   |
| 2007 | Javier Bardem            | No Country for Old Men                 | Anton Chigurh |
| 2008 | Heath Ledger (truy tặng) | The Dark Knight                        | The Joker     |